# Мерісвілл (Пенсільванія)
Мерісвілл (англ. Marysville) — місто (англ. borough) в США, в окрузі Перрі штату Пенсільванія. Населення — 2652 особи (2020).

## Географія
Мерісвілл розташований за координатами 40°20′15″ пн. ш. 76°55′55″ зх. д. / 40.33750° пн. ш. 76.93194° зх. д. (40.337629, -76.932069).  За даними Бюро перепису населення США в 2010 році місто мало площу 6,06 км², з яких 6,05 км² — суходіл та 0,01 км² — водойми.

## Демографія
Згідно з переписом 2010 року, у селищі мешкали 2534 особи в 1134 домогосподарствах у складі 675 родин. Густота населення становила 418 осіб/км².  Було 1202 помешкання (198/км²).
Расовий склад населення:
| - 95,5 % — білих - 1,2 % — чорних або афроамериканців - 0,5 % — азіатів - 0,1 % — вихідців з тихоокеанських островів |

До двох чи більше рас належало 1,7 %. Частка іспаномовних становила 2,4 % від усіх жителів.
За віковим діапазоном населення розподілялося таким чином: 20,0 % — особи молодші 18 років, 65,4 % — особи у віці 18—64 років, 14,6 % — особи у віці 65 років та старші. Медіана віку мешканця становила 39,6 року. На 100 осіб жіночої статі у селищі припадало 92,4 чоловіків;  на 100 жінок у віці від 18 років та старших — 89,9 чоловіків також старших 18 років.
Середній дохід на одне домашнє господарство  становив 55 600 доларів США (медіана — 48 947), а середній дохід на одну сім'ю — 62 947 доларів (медіана — 60 804). Медіана доходів становила 42 557 доларів для чоловіків та 35 089 доларів для жінок. За межею бідності перебувало 7,5 % осіб, у тому числі 5,1 % дітей у віці до 18 років та 5,1 % осіб у віці 65 років та старших.
Цивільне працевлаштоване населення становило 1290 осіб. Основні галузі зайнятості: освіта, охорона здоров'я та соціальна допомога — 23,2 %, роздрібна торгівля — 13,7 %, фінанси, страхування та нерухомість — 11,3 %, транспорт — 9,2 %.